# Tom Krauß
Tom Krauß (Leipzig, 22 de junio de 2001) es un futbolista alemán que juega en la demarcación de centrocampista para el F. C. Colonia de la 1. Bundesliga.

## Biografía
Empezó a formarse como futbolista en el FC Sachsen Leipzig, hasta que finalmente en 2011 se marchó a la disciplina del RB Leipzig. Jugó en la cantera del club durante ocho años, hasta que finalmente el 27 de junio de 2020 debutó con el primer equipo en un partido de la Bundesliga contra el F. C. Augsburgo, partido en el que sustituyó a Tyler Adams en el minuto 87 y que finalizó con un resultado de 1-2 a favor del combinado lipsiense. El 4 de agosto fue cedido al 1. F. C. Núremberg. Después de dos años allí, en junio de 2022 fue el F. C. Schalke 04 quien logró su cesión. Tras este último préstamo acabó siendo traspasado al 1. FSV Maguncia 05.
El 22 de agosto de 2024 se marchó a Inglaterra después de que el club de Maguncia lo cediera una temporada al Luton Town F. C. Jugó 23 partidos y a finales de enero se canceló la cesión para ser prestado al VfL Bochum. Acumuló una tercera cesión la siguiente campaña en el F. C. Colonia.

## Clubes
| Club                        | País       | Año       | Partidos | Goles |
| --------------------------- | ---------- | --------- | -------- | ----- |
| RB Leipzig                  | Alemania   | 2019-2020 | 1        | 0     |
| 1. F. C. Núremberg (cedido) | Alemania   | 2020-2022 | 66       | 5     |
| F. C. Schalke 04 (cedido)   | Alemania   | 2022-2023 | 33       | 2     |
| 1. FSV Maguncia 05          | Alemania   | 2023-2024 | 31       | 1     |
| Luton Town F. C. (cedido)   | Inglaterra | 2024-2025 | 23       | 2     |
| VfL Bochum (cedido)         | Alemania   | 2025      | 14       | 0     |
| F. C. Colonia (cedido)      | Alemania   | 2025-     |          |       |